# Minas Gerais-i Szövetségi Egyetem
A Minas Gerais-i Szövetségi Egyetem (portugál nyelven: Universidade Federal de Minas Gerais, UFMG) egy Minas Geraisben (Brazília) található egyetem. Brazília öt legnagyobb egyetemének egyike és a legnagyobb szövetségi egyetem. Campusai Belo Horizontében és Montes Clarosban helyezkednek el.
75 különböző egyetemi képzést működtet, ideértve a rendkívül keresett orvosi szakot, illetve az általánosnak mondható jogi és közgazdaási képzéseket, és néhány mérnöki, tudományos és művészeti szakot. Ezen felül kínál még 57 doktori, 66 MSc szakot, 79 érettségi utáni programat és 38 orvosi szakmai programot. Összesen 37 479 hallgatója van.[mikor?]